# Nanohammus itzingeri
Nanohammus itzingeri är en skalbaggsart som först beskrevs av Stefan von Breuning 1935.  Nanohammus itzingeri ingår i släktet Nanohammus och familjen långhorningar. Inga underarter finns listade i Catalogue of Life.